# Mentor (Kentucky)
Mentor é uma cidade localizada no estado americano de Kentucky, no Condado de Campbell.

## Demografia
Segundo o censo americano de 2000, a sua população era de 181 habitantes.
Em 2006, foi estimada uma população de 167, um decréscimo de 14 (-7.7%).

## Geografia
De acordo com o United States Census Bureau tem uma área de
1,5 km², dos quais 1,4 km² cobertos por terra e 0,1 km² cobertos por água.

## Localidades na vizinhança
O diagrama seguinte representa as localidades num raio de 16 km ao redor de Mentor.